# Acacallis Linea
L'Acacallis Linea è una struttura geologica della superficie di Europa.